# Takács László (labdarúgó, 1955)
Takács László (Mezőhegyes, 1955. április 18. –) labdarúgó, középpályás, balhátvéd majd edző.

## Pályafutása

### Klubcsapatban
A Ferencváros saját nevelésű játékosa. 1974-ben ifjúsági bajnoki címet szereztek 11 év után. Ekkor került végleg az első csapathoz olyanokkal, mint: Ebedli, Nyilasi, Viczkó, Onhausz, Kelemen, Rab. Ezzel a csapattal vágtak neki az 1974–1975-ös KEK szezonnak, ahol a döntőig meneteltek. Ekkor még többnyire a középpályán szerepelt, csak később lett hátvéd. A következő idényben bajnokok és kupagyőztesek lettek egyszerre. Legsikeresebb időszaka a Ferencvárossal 1981 és 1983 között volt, amikor először bajnokok, majd kétszer másodikak lettek a bajnokságban. Pályafutását Magyarországon Pesterzsébeten, az ESMTK csapatában fejezte be. Ezután még burgenlandi tartományi csapatokban játszott egy ideig.

### A válogatottban
1973-ban ötször szerepelt az ifjúsági válogatottban, 1980-ban négyszeres egyéb válogatott. A válogatottban sohasem lépett pályára, de többször tagja volt a keretnek.

## Sikerei, díjai
- Magyar bajnokság
  - bajnok: 1975–76, 1980–81
  - 2.: 1973–74, 1981–82, 19–1983
  - 3.: 1974–75, 1976–77
- Magyar Népköztársasági Kupa
  - győztes: 1978
  - döntős: 1979, 1986
- Kupagyőztesek Európa-kupája, (KEK)
  - döntős: 1974–75
- Toldi-vándordíj: 1984–85